# Diatese
Diatese (fra græsk diathesis) er en sprogvidenskabelig term for verbal kategori.

## Typer
På dansk findes der to typer − aktiv (handleart, -form) og passiv (lideart, -form).
I en aktiv diatese udgår handlingen fra subjektet − f.eks. i sætningen "jeg spiser is". I den passive diatese, derimod, udsættes subjektet for en påvirkning − f.eks. i sætningen "Isen spises af mig."

## Eksempler på brug
Et eksempel på en aktiv diatese er sætningen "Jeg passer maskinen godt", hvor et eksempel på en passiv diatese kan beskrives ved sætningen "Maskinen passes godt". Det indikerer et fokusskift.
Et sådant fokusskift betyder alt for forståelsen af hvad der ytres, hvorfor diateser kan bruges manipulativt.